# Jan Jesenius
Jan Jesensky, en magiar Jeszenszky János (27 de diciembre de 1566, Wroclaw - 21 de junio de 1621, Praga ); médico , político, filósofo, escritor y humanista eslovaco, conocido principalmente por su trabajo pionero en anatomía y cirugía. Además es famoso por su cruenta ejecución en Praga, a manos del bando católico, cuando se iniciaba la Guerra de los Treinta Años.

## Vida

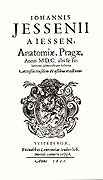
Tratado de anatomía de Jan Jesenius.

Estudió, sobre todo medicina, en Leipzig, Wittenberg (donde llegó a ser rector) y la Universidad de Padua.
En 1600, cuando se desempeñaba como catedrático en Wittenberg, viajó a Praga para realizar la primera autopsia pública efectuada a un cuerpo humano, al menos en Europa Central. El evento, que duró cinco días, ocasionó considerable revuelo y atrajo a cientos de espectadores.
Dos años después se transforma en médico personal del emperador Rodolfo II, famoso mecenas de las ciencias, las artes y la alquimia, que antes había autorizado la autopsia pública de 1600. Después Jesenius ejercería el mismo servicio para el sucesor y hermano de Rodolfo, Matías de Habsburgo. 
Jesenius fue elegido rector de la Universidad Carolina de Praga en 1617. Al año siguiente, la universidad comenzó a participar activamente en el movimiento de resistencia contra la facción católica de los Habsburgo, contraria a un acuerdo con los protestantes. Este bando en esos años se hacía con el poder del Sacro Imperio Romano Germánico, desplazando al emperador Matías, partidario de una solución de compromiso.
La obra filosófica más importante de Jesenius fue Zoroastro (1593), un texto de filosofía universal, en que trata de recuperar la sabiduría perdida de la Antigüedad. Entre otras temáticas, también abordó el derecho de los pueblos a la rebelión frente a la tiranía.

## Su muerte

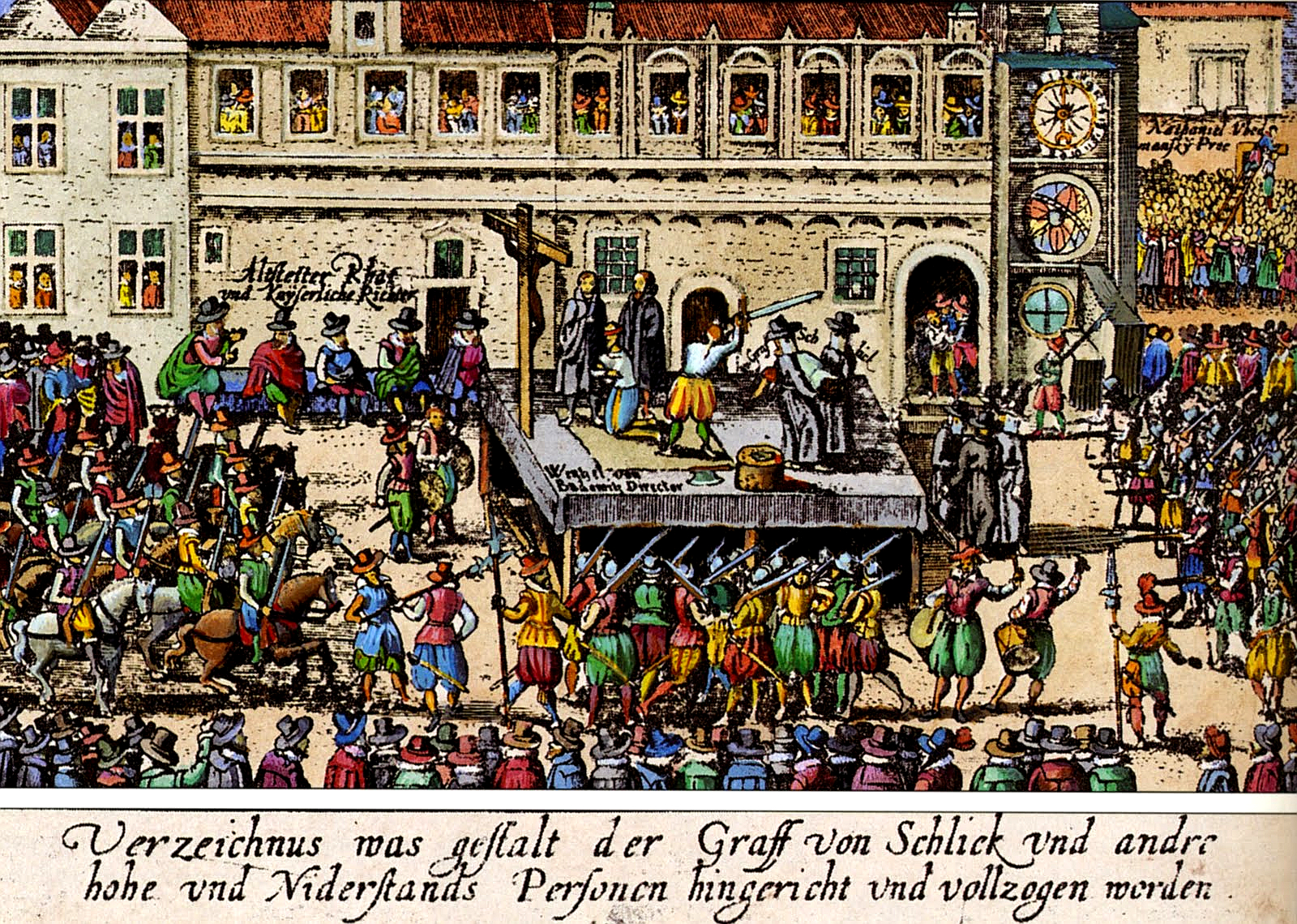
Un grabado con la ejecución de los 27 nobles bohemios (entre ellos Jesenius) ocurrida en Praga en 1621.

Es célebre por haber experimentado un final particularmente trágico, ocurrido en el contexto de la represión de la rebelión de la aristocracia bohemia protestante, que se había levantado por la aspiración del católico Fernando II de Habsburgo al trono de emperador. Tras la segunda defenestración de Praga, y luego la derrota de los rebeldes checos por la Liga Católica de Alemania, en la Batalla de la Montaña Blanca (1620), Jesenius fue arrestado en Bratislava, cuando viajaba como diputado de la nobleza de Bohemia a los fustrados Estados que se iban a celebrar en Hungría. Tras su arresto fue llevado a una cárcel de Viena. En diciembre de ese año fue liberado a cambio de dos rehenes partidarios de los Habsburgo. 
Pero en junio de 1621 se ordenó que a Jesenius, en razón de su actividad política y diplomática, se le amputaran la lengua y las extremidades. Estas fueron exhibidas sobre picas. Finalmente fue decapitado en la Plaza de la Ciudad Vieja de Praga, junto a otros 26 nobles (entre ellos Kryštof Harant), en el que se recuerda como "El Día de Sangre" de los protestantes checos.
Una difundida leyenda de la época afirma que antes de su temporal liberación, Jesenius escribió "IMMMM" en la pared de su celda vienesa. Su captor, Fernando II, habría interpretado este anagrama como "Imperator Mathias Mense Martio Morietur" (en latín "El emperador Matías morirá en el mes de marzo"). Fernando II habría escrito luego otra profecía al lado: "Iesseni, Mentiris, Mala Muerte Morieris" ("Jesenius, mientes, morirás de una muerte horrible"). Estas supuestas predicciones corresponderían a la realidad: Matías murió en marzo de 1619, y la ejecución de Jesenius es famosa por su crueldad. Pero la leyenda no considera la dificultad de al menos la primera profecía, en vista de que Jesenius fue apresado a fines de noviembre o principios de diciembre de 1620, es decir, cuando ya había ocurrido la muerte de Matías de Habsburgo.

## Misceláneas

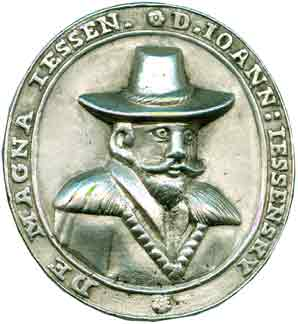
Jan Jesenius en una medalla de 1618.

- Jan Jesenius era amigo del astrónomo Tycho Brahe, quien por un tiempo vivió como huésped con toda su familia en su casa.  Jesenius, además de pronunciar el discurso fúnebre sobre el ataúd del astrónomo, escribió una Vita et mors Tychoe Brahei (Vida y muerte de Tycho Brahe).[5][6]
- Entre los descendientes de Jan Jesenius se encuentra Milena Jesenská, la célebre destinataria del epistolario romántico de Franz Kafka. Este parentesco era motivo de especial orgullo para el "chovinista" padre de Milena, que al igual que Jesenius era profesor de medicina en la Universidad Carolina de Praga.[7]
- En honor a Jan Jesenius fue bautizado el asteroide (11830) Jessenius, descubierto en 1984 por el astrónomo checo Antonín Mrkos.[8]